# حصادة دراسة

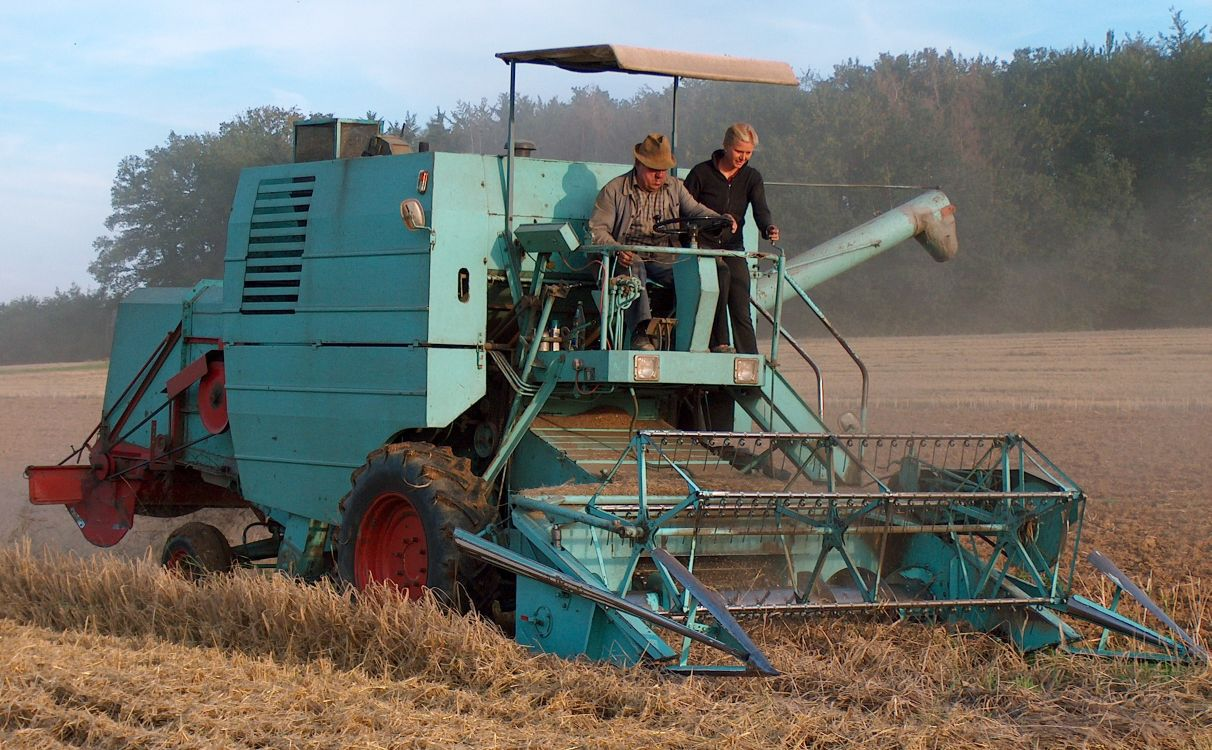
الحصّادة المكشوفة ليلي (Lely)

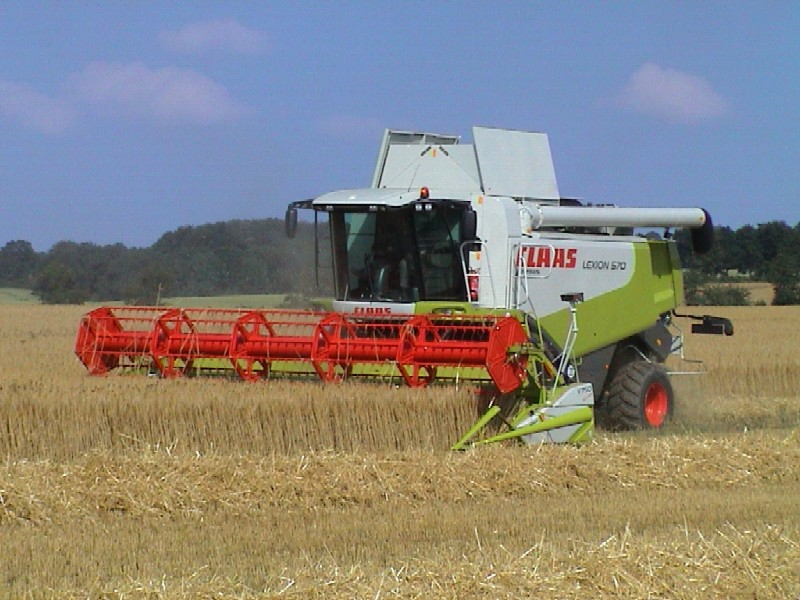
حصاد الشوفان باستخدام الحصادة الشاملة (Claas) طراز Lexion 570 المغطاة مكيفة الهواء المزودة بدرّاسة دوارة وتوجيه هيدروليكي بالليزر.

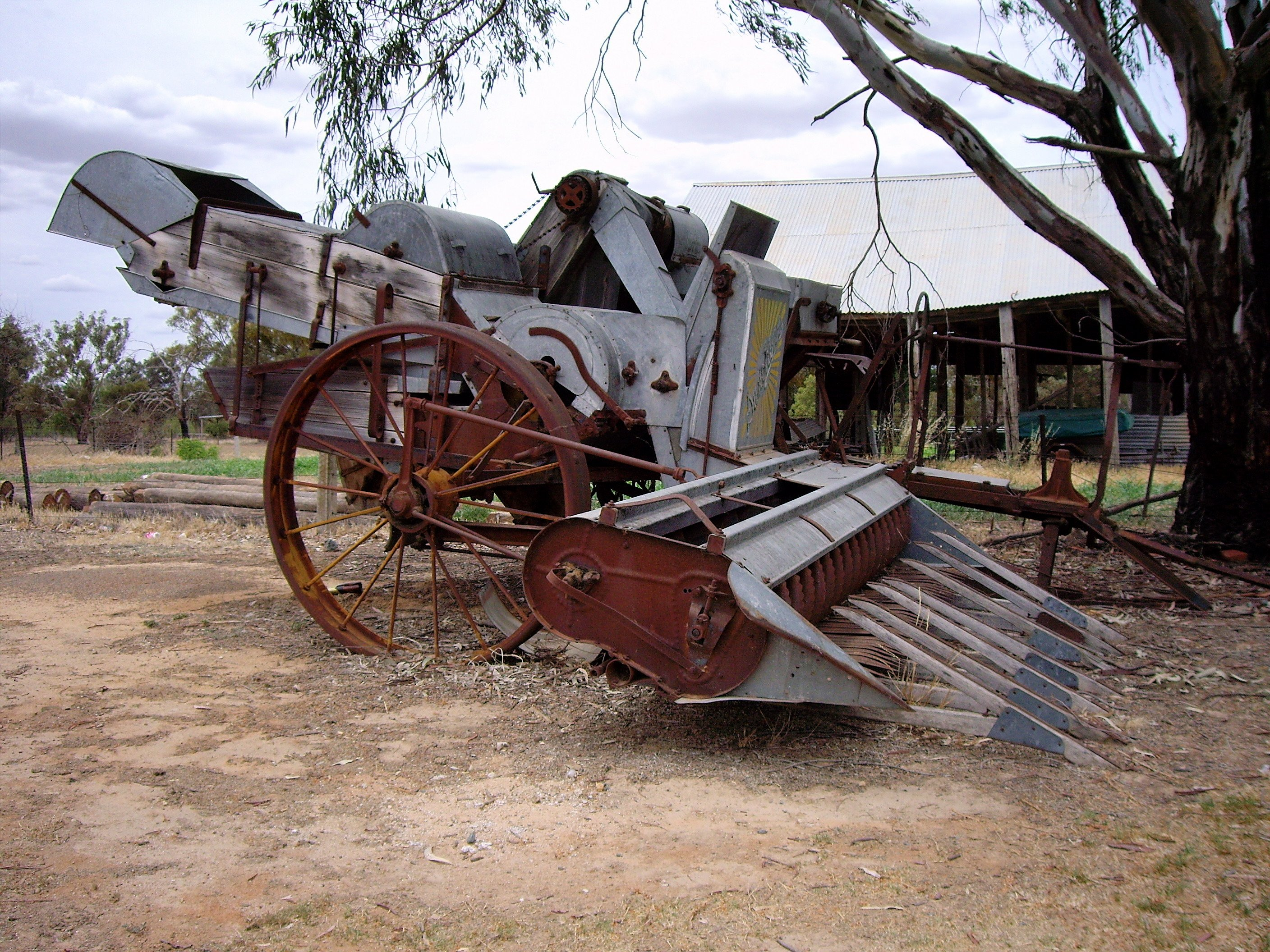
حصّادة قديمة الطراز موجودة في منطقة هنتي، أستراليا

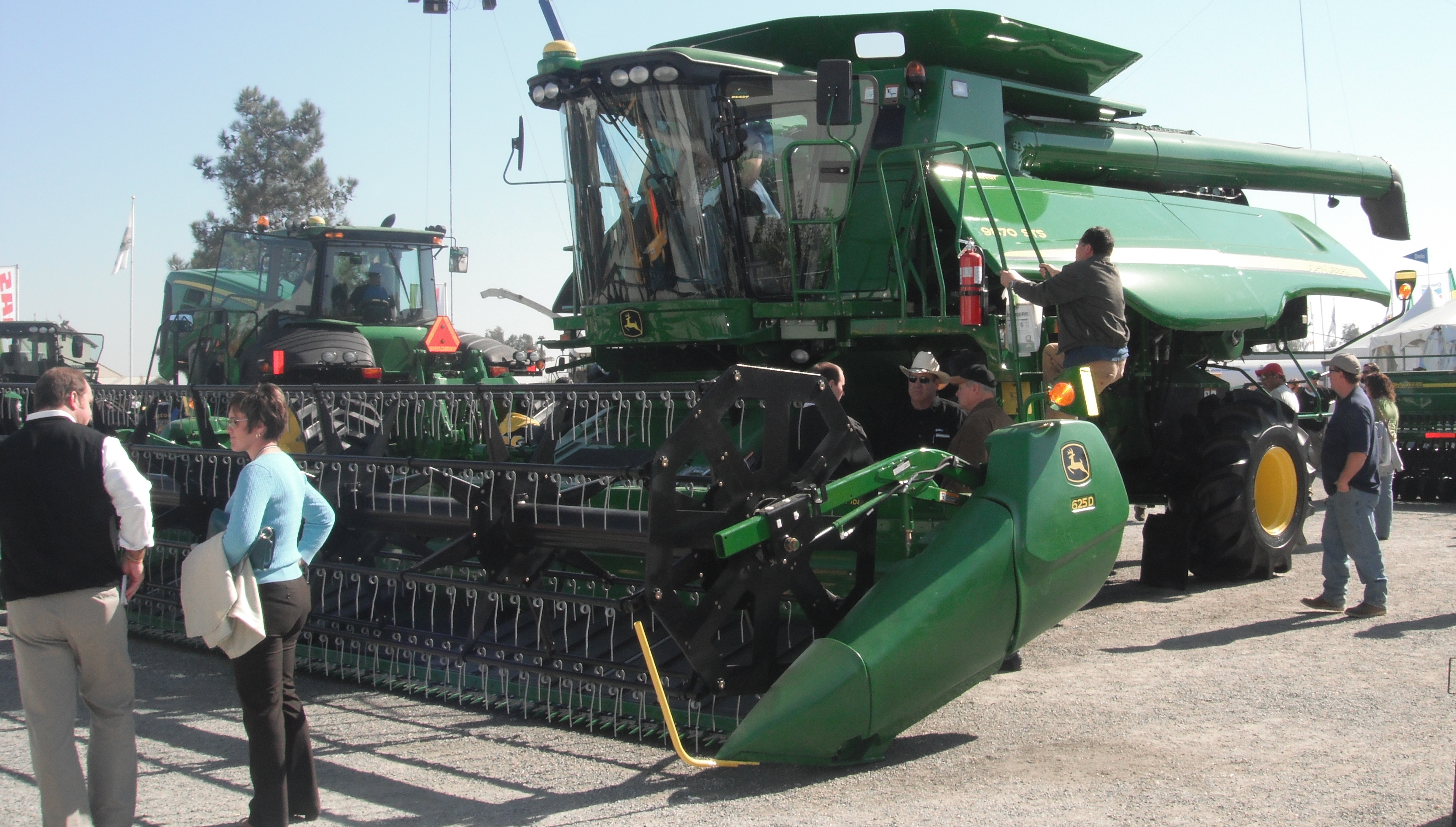
حصّادة جون دير الشاملة 9870 STS مزودة برأس القطع 625D

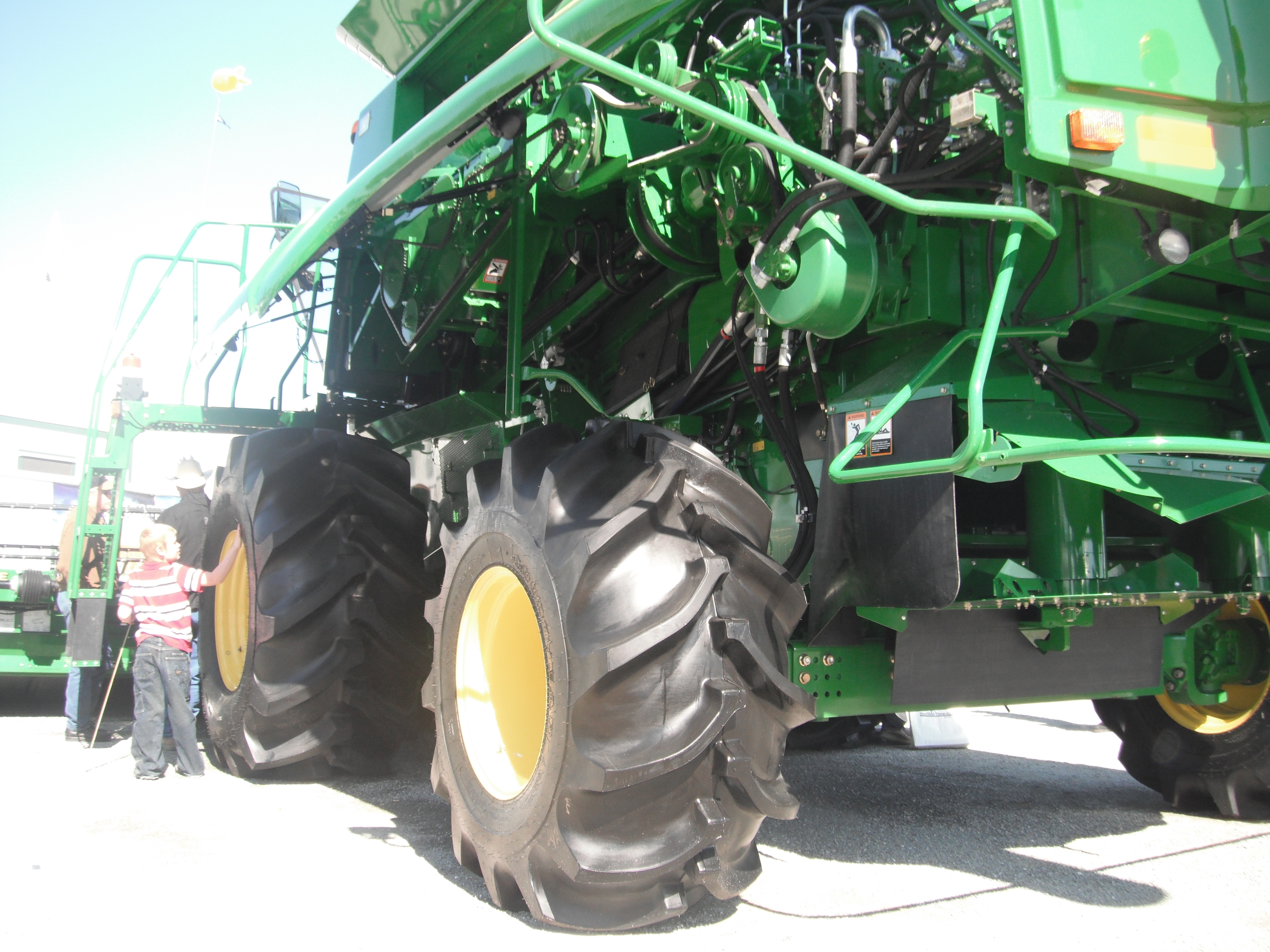
حصادة جون دير 9870 STS مزودة بمستوى سفلي

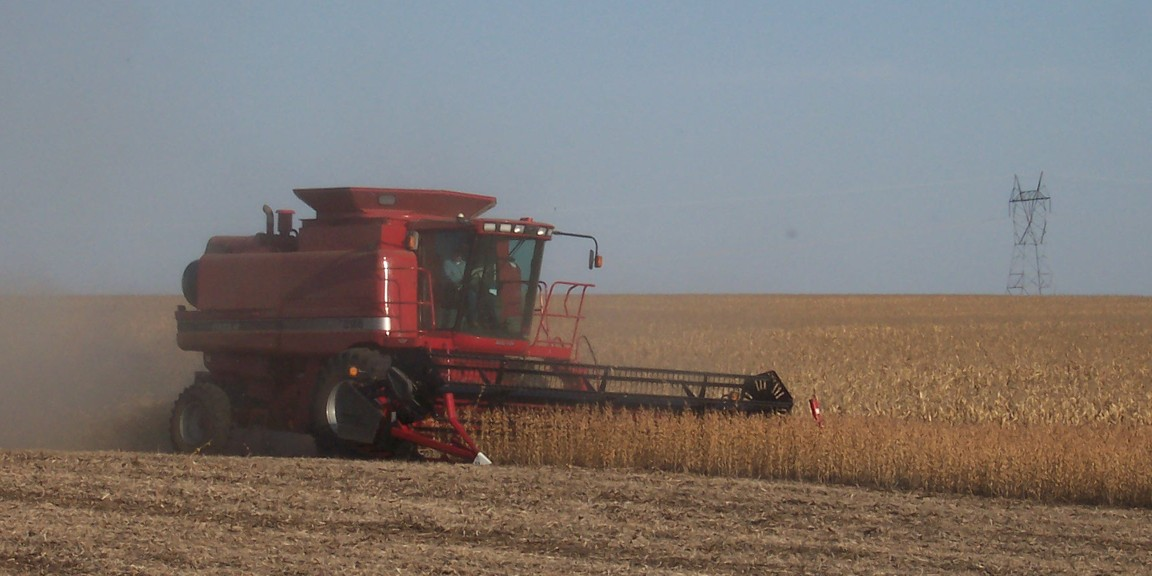
شركة كيس (Case IH)

الحصّادة الدّرَّاسة أو الحصادة الدَّارسة أو المِحصد الدارس هي آلة تحصد محصول الحبوب. والاسم مشتق من طبيعة عمل تلك الحصّادة حيث إنها تجمع بين ثلاثة عمليات منفصلة تتألف منها عملية الحصاد وهي - الحصاد والدرس والتذرية - في عملية واحدة. ومن بين المحاصيل التي يتم حصدها بالحصّادة القمح والشوفان والشيلم المزورع والشعير والذرة (الذرة الشامية) وفول الصويا والكتان و (الكتان). ونفايات القش المهملة في الحقل هي بقايا سيقان وأوراق النباتات الجافة وتكون محدودة في احتوائها على المواد المغذية، وإما يتم تقطيعها ونشرها في الحقل أو يتم تحزيمها لتستخدم علفًا أو فرُشًا للماشية.
وتعد الحصادات من الناحية الاقتصادية واحدة من أهم الاختراعات الموفرة للعمالة، فيمكن بواسطتها لمجموعة صغيرة من العمال إنجاز مهام زراعية ضخمة.

## معلومات تاريخية
اخترع هيرام مور (Hiram Moore) أول حصّادة في الولايات المتحدة في عام 1834، بعد أن كانت تستخدم حصادات تجرها مجموعة من الخيل أو البغال. وفي عام 1835 قدم مور نسخة كاملة وفي عام 1839، استعملت في حصد ما يربو على 50 فدانًا (تقريبًا) من المحاصيل. وبحلول عام 1860 ظهرت في المزارع الأمريكية حصادات بقطع يبلغ عرضه عدة أمتار. وفي عام 1882، كان للأسترالي هيو فيكتور ماكاي (Hugh Victor McKay) فكرة شبيهة لها فقام في عام 1885 بتصميم أول حصادة تجارية وتسمى حصّادة صن شاين.
وبعض الحصّادات الكبيرة نوعًا ما كان يجرها مجموعة من البغال أو الخيول وكانت تستمد طاقتها من ساحبات الشد المرن. ثم تلا ذلك استعمال طاقة البخار حيث أضاف جورج ستوكتون بيري (George Stockton Berry) محركًا بخاريًا تكميليًا يعتمد على حرق القش في تسخين المياه. ثم استمر العمل بحصّادات تجرها جرارات وجرارات تعمل بطاقة مأخذ الطاقة PTO لفترة من الزمن. وكانت هذه الحصّادات تفصل الحبوب عن التبن باستخدام رجّاجة وتستخدم حاملات القش (مصبعة بأسنان صغيرة على عمود لا تمركزي) في التخلص من القش مع الاحتفاظ بالحبوب. وجرى تطوير الحصّادات التي تتحرك بجرّار فأضيف إليها محركات ديزل أو محركات بنزين لتمدها بالطاقة اللازمة لفصل الحبوب.
وفي عام 1911 قدمت الشركة المصنعة هولت (Holt Manufacturing Company) في كاليفورنيا نوعًا ذاتي الحركة من الحصّادات. وفي عام 1923 كانت الحصّادات صن شاين الذاتية الرأس (Sunshine Auto Header) المسجلة ببراءة اختراع واحدة من أوائل الحصّادات المركزية التغذية والذاتية الحركة. وفي عام 1923 في مدينة كنساس، قام إخوان كرتيس (Curtis) والشركة المصنعة جلينر (Gleaner Manufacturing Company) التابعة لهم بتسجيل براءة حصّادات ذاتية الحركة بها العديد من التحسينات الجديدة في التعامل مع الحبوب. وتعمل حصّادات جلينر وصن شاين بمحركات فوردسون (Fordson). وفي عام 1929 سجّل ألفريدو روتانيا (Alfredo Rotania) الأرجنتيني براءة اختراع حصّادات ذاتية الحركة. وفي عام 1937 قام توماس كارول (Thomas Carroll) الأسترالي الأصل الذي يعمل بشركة ماسي هاريس (Massey-Harris) الواقعة في كندا بإتمام نموذج ذاتي الحركة، وفي عام 1940 بدأ الطلب يتزايد على نموذج أخف وزنًا من سابقه. وفي عام 1947 كان اختراع لايل يوست (Lyle Yost) لمثقاب لإخراج الحبوب من الحصادة الشاملة مما يسهل من تفريغ الحبوب.
وفي عام 1952 أطلقت شركة كلايز (Claeys) أول حصّادة ذاتية الحركة في أوروبا،  وفي 1953 طوّرت الشركة المصنعة الأوروبية كلاس نوعًا من الحصادات يسمى 'هركيولز Herkules'، ويمكن لهذا النوع حصاد ما لا يقل عن 5 طن قمح يوميًا. ولا يزال هذا النوع الحديث من الحصادات الشاملة مستخدمًا حتى اليوم، ويعمل بـالديزل أو محرك بنزين. وإلى ما قبل اختراع غربال دوار ذاتي التنظيف في منتصف ثلاثينيات القرن العشرين كانت هناك مشكلة زيادة سخونة محركات الحصّادات حيث إن التبن الخارج أثناء حصاد الحبوب الصغيرة يغلق المبرد فيعيق تيار الهواء الذي يبرد المحرك.
وكان التصميم الدوار نقلة نوعية في تصميمات الحصّادات. فالبداية تكون بنزع الحبوب عن السويقات بتمريرها على دوّار حلزوني بدلاً من تمريرها بين أعمدة قشط على الجزء الخارجي من الأسطوانة والمقعّر. وكانت سبري نيوهولاند (Sperry-New Holland) أول مُصَنّع لهذه الحصّادات الشاملة الدوّارة، وكان ذلك في عام 1975.
وفي ثمانينيات القرن العشرين تقريبًا أضيف إليها إلكترونيات لقياس كفاءتها في الدرس. وهذه الأدوات تساعد المشغّل في الحصول على محصول من الحبوب العالية الجودة بتحسين سرعة الطحين وغيرها من المتغيرات التشغيلية.

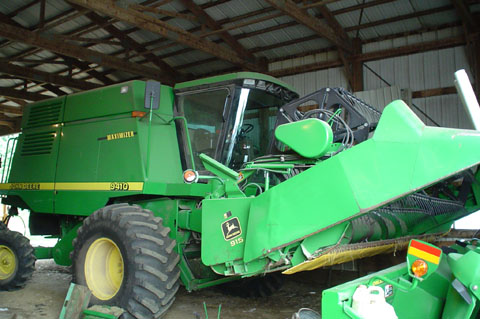
حصّادة جون دير رقم 9410 ملحق بها منصة حبوب.

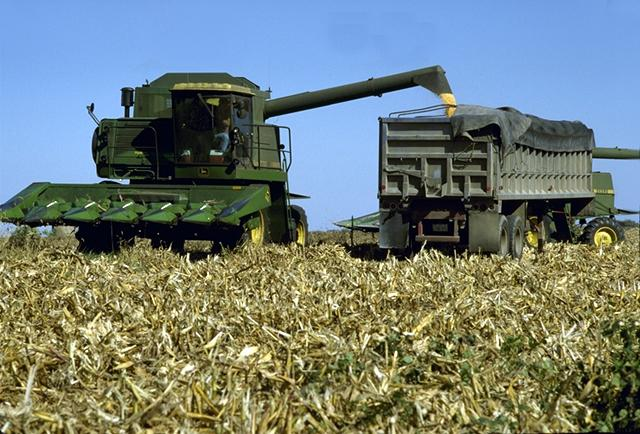
مجموعة من حصّادات جون دير تيتان أثناء تفريغ الذرة.

## رؤوس الحصادات
تزود الحصادات الشاملة برؤوس يمكن نزعها ومصممة لتناسب محاصيل بعينها. ويكون الرأس النموذجي - قد يُسمى منصة الحبوب - مزودًا بـعمود سكين قاطع متردد ويتميز ببكرة دائرية بأسنان حديدية أو بلاستيكية حتى تنزل الأجزاء المقطّعة في المثقاب بمجرد قطعها. وهناك أشكال من المنصات «المرنة» التي تشبه سابقتها غير أن عمود القطع ينثني عند المحيطات والنتوءات ليقطع فول الصويا الذي تقترب قرونه من الأرض. وتقطع الرأس المرنة فول الصويا فضلاً عن المحاصيل الحبّية، بينما لا تستخدم المنصات الجاسئة عادة إلا في النباتات المنتجة للحبوب.
وبعض رؤوس القمح المسماة «الكاسية» تستخدم وقاءً قماشيًا أو مطاطيًا بدلاً من المثقب المستعرض. وتتيح الرؤوس الكاسية سرعة في التلقيم مما يؤدي إلى إنتاجية أعلى بسبب لاستهلاكها المحدود من الطاقة. وتستخدم رؤوس المنصات في العديد من المزارع في تقطيع القمح كبديل لرؤوس القمح المنفصلة وبذلك تقل التكلفة الإجمالية.
والرؤوس الصناعية أو اللاقطة هي ما يميز اللاقطات الدقيقة الزنبركية التي تكون مثبتة بحزام مطاطي. وتستخدم في حصاد المحاصيل التي قطعت ووضعت في شكل ركم أو صفوف. وتفيد خاصة في المناطق الشمالية مثل غرب كندا حيث تساعد عملية الصف في قتل الأعشاب مما يؤدي إلى سرعة جفاف النبات.
ومع أن منصات الحبوب قد تستخدم في حصاد الذرة، تستخدم عادة بدلاً منها رؤوس مخصصة للذرة. وتزود رأس الذرة بلفافات إطباق تنزع السويقة والورقة بعيدًا عن السنبلة لكي تدخل السنبلة (والقشرة) فقط إلى الحلق. وهذا يحسن كثيرًا من كفاءة الحصّادة لقلة المواد الداخلة إلى الأسطوانة إلى حد بعيد. وتعرف رأس الذرة بوجود أسنان بينية في كل صف.
وأحيانًا ينظر إلى رؤوس المحاصيل المصفوفة كشبيه لمنصات الحبوب، ولكن يكون لها نقاط بين الصفوف مثل رأس الذرة. وتستخدم هذه الرؤوس في التقليل من بذور الأعشاب الضارة الداخلة إليها أثناء حصاد الحبوب الصغيرة.

وقد تضاف لحصادات جلينر الذاتية الحركة خطوط خاصة بدلاً من الإطارات أو إطارات يبلغ عمقها 10 بوصة تقريبًا للمساعدة في حصاد الأرز. وبعض الحصّادات خصوصًا النوع المستخدم في اقتلاع النباتات لها إطارات بخطوط معينة الشكل تمنعها من الغوص في الوحل. وهذه الأشرطة قد تلائم الحصادات الشاملة الأخرى بصنع لوحات مهايئ.

## الحصّادة التقليدية
يحصد جهازالتلقيم المحاصيل بواسطة الرافعة العلوية المزودة بالسلاسل، ثم يلقم المحاصيل إلى آلة الدراس في الحصّادة الشاملة، حيث تتكون من أسطوانة درس دوارة، حيث تندفع من خلالها القضبان الصلب. تدرس أعمدة القشط الحبوب أو القش أو تفصلها عن التبن خلال حركة الأسطوانة المعاكسة لـ الجزء المقعر، المثبت في الأعمدة المبردة والشبكة المتصلة، حيث تتساقط من خلال هذه الشبكة الحبوب والقش وكتل الحجارة الصغيرة، بينما يمر القش، بشكله الطويل جدًا، من خلال حاملات القش. تتم هذه العملية بطريقة منطقية حيث إن الحبوب أثقل من القش، وبذلك تتساقط الحبوب بدلاً من أن «تطفو» باتجاه الأسطوانة أو الجزء المقعر مرورًا إلى حاملات القش. تحتوي معظم الآلات على خاصية تعديل سرعة الأسطوانة المختلفة من ماكينة إلى أخرى، مع قابلية تعديل المسافة ما بين الأسطوانة والجزء المقعر لجزء المقدمة والمؤخرة أو الاثنين معًا بطريقة رائعة، للحصول على نتائج عزل رائعة. وفي الغالب، تُثبت الصفائح العلوية اليدوية في الجزء المقعر. ويتسبب ذلك في احتكاك كبير ينتج عن تقطيع السفا من حبوب الشعير. بعد اكتمال مرحلة العزل الأساسية في الأسطوانة، تتساقط الحبوب الخالية من الشوائب من خلال الجزء المقعر إلى ضابط الحركة، الذي يحتوي على القش والمناخل. تحتوي معظم الحصادات الشاملة والحصادات التقليدية على ضابط الحركة.

## ضبط مستوى منحدر التل

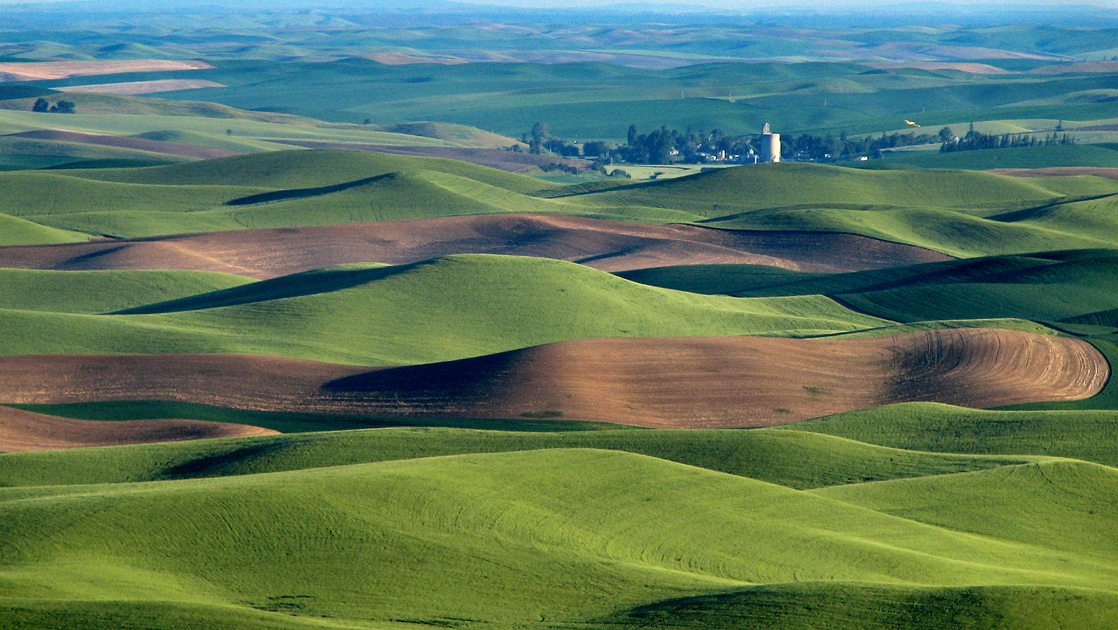
تلال بالوس

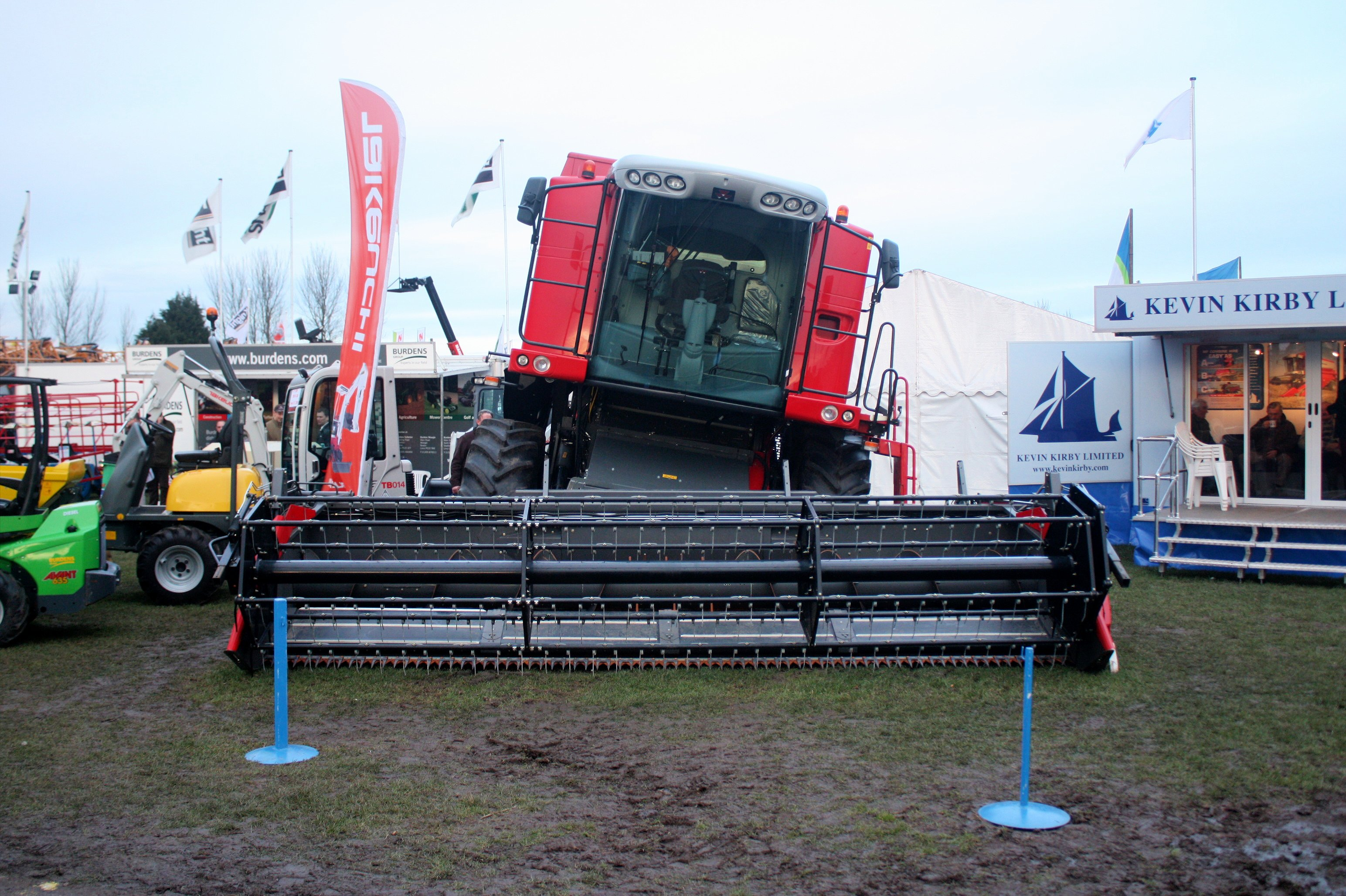
تم تزويد حصّادة ماسي فيرجسون (Massey Ferguson) الشاملة بخيار ضبط مستوى منحدر التل

في منطقة بالوس الواقعة في الولايات المتحدة شمال غرب المحيط الهادئ، تحتوي الحصّادة الشاملة المحدثة والمعدلة علي نظام ضبط مستوى منحدر التل الهيدروليكي. يساعد ذلك الحصادة الشاملة في حصد المناطق المنحدرة غير الخصبة في هذه المنطقة. قد تصل نسبة انحدار هذه التلال إلى 50%. صممت جلينر وشركة IH وشركة كيس وجون ديري والعديد من الشركات الأخرى حصادات شاملة مزودة بنظام ضبط مستوى منحدر التل، وقامت بعض متاجر الآلات المحلية بتصميم ذلك وعرضه كتحديث لنسخ هذه الشركات.
تعتبر شركة هولت (Holt Co) وشركة كاليفورنيا (California firm) أول من طورا تقنية ضبط المستوى في عام 1891. وتتبع أنظمة ضبط المستويات الحديثة اختراع رياموند ألفا هانسون لتقنية المفتاح الزئبقي لحساسية المستوى في عام 1946. وقد قدم رايموند الابن (Raymond, Jr) ابن رايموند الأب، عرضًا حصريًا لشركة جون ديري للحصادات الشاملة في عام 1995، وشركة هانسون في عام 1995، واشترى ابنه ريتشارد الشركة من والده وسماها بشركة راهكو العالمية (RAHCO International Inc.). وفي أبريل عام 2007، تغير اسم الشركة إلى شركة المصانع العالمية (The Factory Company International Inc). وما زالت الشركة تزاول نشاطها الصناعي حتى هذه اللحظة.
يحتوي نظام ضبط مستوى منحدر التل على عدة مميزات. أبرزها زيادة كفاءة الدرس على التلال. بدون ضبط المستوى، ستنزلق الحبوب والقش في جانب واحد من الغربال ويتجمعا على هيئة كرة كبيرة في الآلة وبدلاً من غربلة الحبوب، ستتبعثر كميات كبيرة منها على الأرض. وبدوام المحافظة على مستوى الآلة، تستطيع حاملات القش العمل بكفاءة، مما يؤثر بإيجابية على كفاءة الدراس. أنتجت الشركة العالمية للحصادات  حصادة شاملة مزودة بنظام ضبط المستوى على الجانبين وفي مقدمة ومؤخرة الآلة، مما يساعد على زيادة كفاءة عملية الدرس على منحدر التل أو عند اعتلاء قمته.
ومن ضمن المميزات الثانوية لضبط المستوى، تغيير مركز ثقل الحصادة في حالة صعود التلال مما يساعد الحصادة في الحصاد على طول محيط التل دون إمالة، ويظهر الخطر الحقيقي في المنحدرات الشديدة في المنطقة؛ حيث لم تعتاد الحصادات اللف على التلال الشديدة الانحدار.
تُزود النسخ الحديثة من أنظمة ضبط المستوى بخاصية إمالة أقل من النسخ القديمة. تزيد نسبة ضبط مستوى الإمالة في الحصادة الشاملة 9600 التابعة لشركة جون ديري المزودة بخاصية راهكو للقدرة على اللف على التلال عن 44%، بينما لا تزيد النسخ الحديثة للحصادات الشاملة من نوع STS عن 35%. تستخدم الحصادات الشاملة الحديثة غربال دوار للحبوب مما يقلل من عيوب ضبط المستوى. تحتوي معظم الحصادات الشاملة في منطقة بالوس على عجلات محركة مزدوجة على الجانبين لتثبيت الآلة.
طورت شركة لافيردا (Laverda) الإيطالية للحصادات الشاملة نظام ضبط مستوى التل المنحدر في أوروبا، حيث إنها ما زالت الشركة الرائدة في تصميم هذه الأنظمة.

## ضبط مستوى التل المنحدر
تتشابه حصادات التل المنحدر مع حصادات منحدر التل بدرجة كبيرة حيث من الممكن ضبط المستوى على المستوى الأرضي، ومن ثم زيادة كفاءة الدرس؛ وقد تطرأ على هذا الحصادات بعض الاختلافات البارزة. يصل مستوى حصادات منحدر التل الحديثة إلى 35%، في الجانب الآخر تقترب النسخ القديمة من هذه الآلات من نسبة 50% لا تعدى حصادات التل المنحدر نسبة 18% يقل استعمال هذه الأنواع في منطقة بالوس. على العكس، تُستخدم هذه الآلات في ملفات المنحدرات المعتدلة في وسط غرب المنطقة. وتُنتج هذه الحصادات بكميات أكثر من نظيرتها حصادات منحدر التل. يتساوى ارتفاع آلة جانب التل المنحدر مع حصادة مستوى الأرض. وقد زُودت بقطع صلب، مما أدى إلى زيادة طولها 2-5 أقدام تقريبًا عن حصادة مستوى الأرض الشاملة.

## الحفاظ على سرعة الدرس

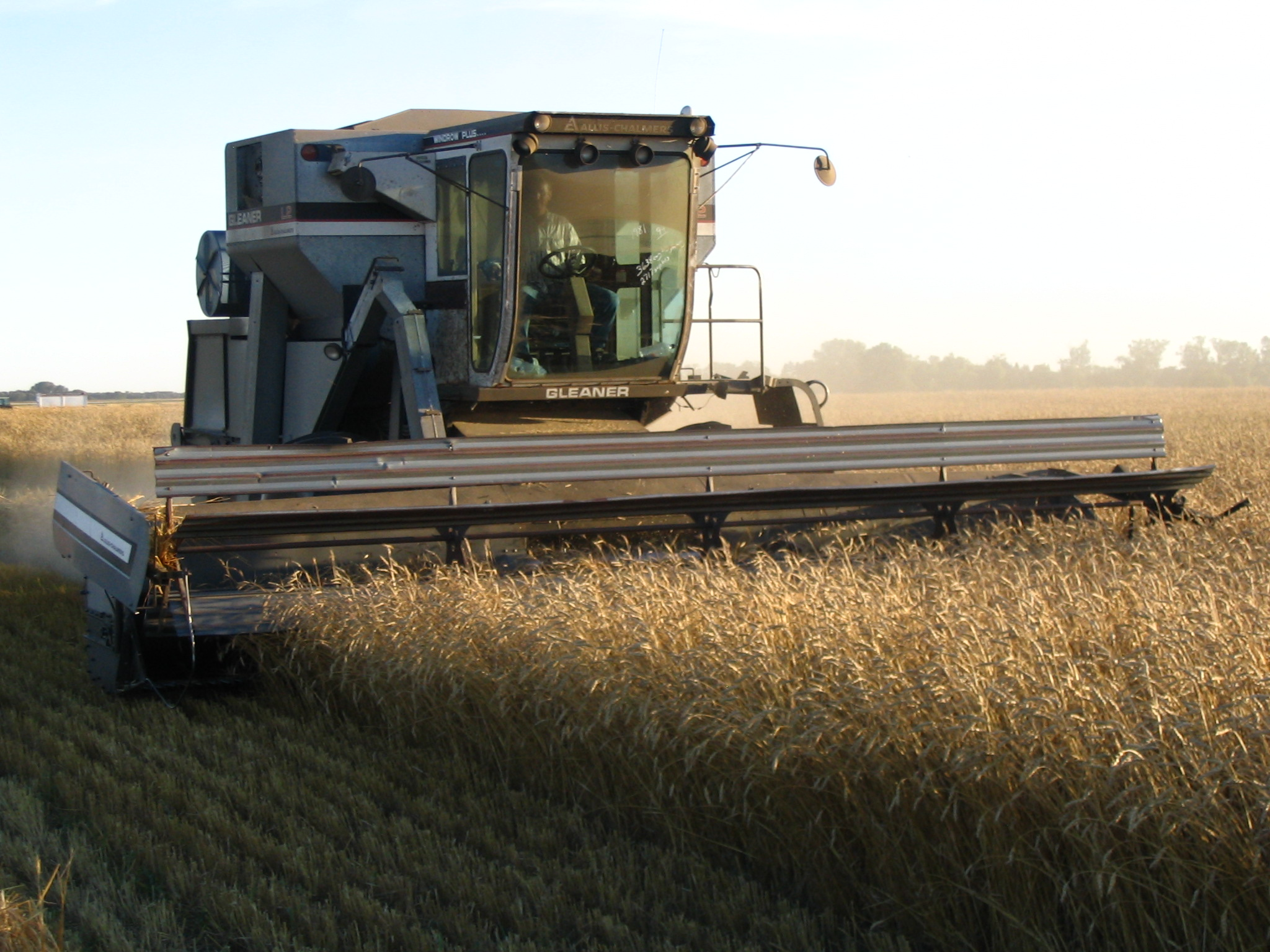
أليس تشالمرز من إنتاج جلينر L2

تُستخدم في بعض الأحيان تقنية أخرى في الحصادات، ألا وهي نقل الحركة المتغيرة باستمرار. وتسمح هذه التقنية باختلاف سرعة الأرضية عند الحفاظ على المحرك الثابت وسرعة الدرس. ومن المفضل الحفاظ على سرعة الدرس ثابتة، مما ينتج عنه تحسين أداء الماكينة عند العمل بسرعة معينة.
بدأت الحصادات ذاتية الدفع العمل بنظام نقل الحركة اليدوي مما يوفر سرعة معينة في نتيجة الدورة في الدقيقة. لوحظت بعض العيوب في حصادات فترة الخمسينيات المزودة بـ «محرك السرعة المتغير» كما يسميه جون ديري. فهو عبارة عن بكرة عرض متغيرة تتحكم فيها الزنبركات وعمليات الضغط الهيدروليكية. وهذه البكرة ثابتة في العمود الداخلي لجهاز نقل الحركة. وقد استُخدم نظام نقل الحركة اليدوي القياسي ذو الأربع سرعات لفترة طويلة في هذا النظام المحرك. في أغلب الأحيان، يكون الاختيار المفضل للعامل هو ناقل الحركة على السرعة رقم 3. وتوفر للعامل نظام تحكم إضافيًا لمساعدته في زيادة سرعة الآلة وإبطائها ضمن نطاقات محدودة اعتمادًا على نظام المحرك السريع المتغير. عند تخفيض عرض البكرة في العمود الداخلي لنظام نقل الحركة، فإن حزام السير سينطلق بطريقة أسرع في الأخدود. يبطئ ذلك من سرعة الدوران للعمود الداخلي لنظام نقل الحركة، مما يبطئ أيضًا السرعة الأرضية لناقل الحركة المذكور. استخدم القابض على نطاق واسع لمساعدة العامل في إيقاف الآلة وتغيير ناقل الحركة.
بعد ذلك بمدة، طُورت التقنية الهيدروليكية، حيث قدم لنا فيرساتيل مفج (Versatile Mfg) أجهزة نقل الحركة الهيدروليكية لاستخدامها في المحشة، حيث استخدمت الحصادات الشاملة هذه التقنية أيضًا بعد فترة. يحافظ هذا المحرك على نظام ناقل الحركة ذي الأربع سرعات على حالته، ولكن في هذه الفترة استخدم نظام الأسطوانات والمحركات الهيدروليكية لتحريك العمود الداخلي في جهاز نقل الحركة. وقد أُطلق على هذا النظام نظام المضخة الهيدروليكية للمحرك المحول لـالمضخة الهيدروليكية المقدرة على زيادة الضغط حتى 4,000 psi (30 مجبا). يُوجه هذا الضغط إلى المحرك الهيدروليكي المتصل بالعمود الداخلي لجهاز نقل الحركة. يتوفر لدى العامل رافعة في الآلة تساعده على التحكم في قدرة المحرك الهيدورليكي للحصول على الطاقة المندفعة من المضخة. عند تعديل صفيحة الدفع داخل المحرك، تتغير ضربات المكابس. عند ضبط صفيحة الدفع بمعدل متوسط، لن تتحرك المكابس في التجاويف ودون حدوث أي دوران، وبذلك لن تتحرك الآلة أبدًا. عند تحريك الرافعة، تحرك صفيحة الدفع المكابس المثبتة بها للأمام، مساعدة إياها على الحركة داخل التجويف محدثة دوران المحرك. يوفر ذلك التحكم في السرعة اللامتناهية بدءًا من السرعة الأرضية 0 وصولاً إلى السرعة القصوى المسموح بها من ناقل الحركة المعين في جهاز نقل الحركة. ثم تمت إزالة القابض القياسي من نظام المحرك حيث لم يعد له أي فائدة.
تم تجهيز أغلب إن لم يكن كل الحصادات الحديثة بالمحركات الهيدروستاتيكية. وهذه هي أكبر الإصدارات من هذا النظام المستخدم في جزازات العشب الاستهلاكية والتجارية الأكثر شهرة في هذه الأيام. وفي الواقع، يقلل هذا من نظام جمع المحرك الذي وضع أنظمة المحركات تلك في الجزازات والآلات الأخرى.

## عملية الدرس
على الرغم من التقدم الكبير ميكانيكيًا والتحكم من خلال الحاسوب، إلا أن طريقة التشغيل الأساسية لآلة الحصاد الشامل ما زالت دون تغيير منذ ما يقرب من وقت اختراع تلك الألة.
أولاً، الموصوفة أعلاه، جز رأس المحصول وتلقيمها إلى أسطوانة الدرس. ويتكون هذا من سلسلة أفقية من أعمدة القشط الثابتة في مكان مرور المحصول وعلى شكل أسطوانة مربعة. وبتحريك أعمدة القشط أو أعمدة الفرك تقوم بسحب المحصول من خلال الهياكل المقعرة المجوفة التي تفصل الحبوب والقشر من القش. حيث تتساقط رؤوس الحبوب من الأجزاء المقعرة الثابتة. ويعتمد ما يحدث بعد ذلك على نوع المحرك. وفي أغلب الحصادات الشاملة الحديثة، يتم نقل الحبوب إلى ضابط الحركة من خلال مجموعة مكونة من 2 أو 3 أو 4 مثاقيب مجوفة (ومن المحتمل أن تكون أكثر من ذلك في الماكينات الكبيرة)، أو من خلال مجموعة متوازية أو شبه متوازية إلى الجزء الدوار في الحصادة الشاملة على الأجزاء المحورية الدوراة المرتفعة والعمودية على الأسطوانة التقليدية (أو العمودية على الجزء الدوار المتداخل للحصادات الشاملة من ماركة جلينر «التدفق الطبيعي») أما في ماكينات جلينر القديمة، فلا توجد تلك التجويفات. ومن ثم تعتبر هذه الحصادات الشاملة فريدة من نوعها حيث توجد الأسطوانة والتجويف داخل جهاز التلقيم بدلاً من أن يكون في الماكينة الموجودة خلف جهاز التلقيم مباشرةً. وبناءً على ذلك، يتم نقل المواد من خلال «الجنزير الحديدي» من قعر التجويف إلى حاملات القش. وتتساقط الحبوب النظيفة على ضابط الحركة بين الشبكة الحديدية وحاملات القش، بينما يبدو القش أطول وأخف، حيث يطفو من جانب حاملات القش حتى يتم إخراجه من الحصادة الشاملة. وفي أغلب الماكينات القديمة الأخرى، توجد الأسطوانة في مكان أكثر ارتفاعًا وبعيدًا عن مؤخرة الماكينة، ومن ثم تنتقل الحبوب إلى ضابط الحركة من خلال تساقطها على «حوض الحبوب النظيفة»، بينما «يطفو» القش عبر التجاويف الموجودة في مؤخرة حاملات القش.
فمنذ أن ظهرت الحصادة الشاملة سبيري-نيو هولاند تي أر 70 ذات الجزأين الدوارين في عام 1975، أصدرت معظم الشركات المصنعة الحصادة الشاملة ذات الجزء الدوار بدلاً من الأسطوانات التقليدية. ورغم ذلك، عادت الشركات المصنعة الآن إلى السوق بالنموذج التقليدي للحصادة الشاملة إلى جانب وجود الحصادات الشاملة ذات الجزء الدوار. الجزء الدوار هو عملية طويلة، تحمل بشكل طولي على الأسطوانة الدوارة ذات الطبقات المشابهة لأعمدة الفرك (باستثناء الأجزاء الدوارة لجلينر المذكورة آنفًا).
وعادة ما يكون هناك منخلان واحد فوق الأخرى. حيث يحتوي المنخلان والإطار المعدني الأساسي على عدة صفوف من مجموعة «الأشكال» المعتدلة والقريبة من بعضها البعض. إضافة إلى أن زاوية الأشكال قابلة للتعديل مثل التغيير في الوضوح والتحكم في حجم المواد التي تمر من خلالها. وتوجد فجوة بأعلى الحصادة الشاملة أكبر من تلك الموجودة بباطنها حتى تسمح بعملية التنظيف التدريجي. ويعد التأكيد على أن فجوة الجزء المقعر وسرعة المروحة وحجم المصفاة التي يدرّس فيها المحصول أساسيًا للتأكد من المحصول يدرس كما ينبغي وتنظيف الحبوب من الطمي وضمان وصول جميع الحبوب الملقمة للماكينة إلى خزان الحبوب. (فعلى سبيل المثال، لاحظ أنه يجب تقليل سرعة المروحة عند العمل فوق التل حتى يتم تقدير السطح المتدرج للمناخل.)
أما المواد الثقيلة مثل الرؤوس غير المدروسة فتسقط من الجزء الأمامي للمناخل وتعاد مرة أخرى إلى التجويف لتدرس مرة أخرى.
وتوجد حاملات القش فوق المناخل وتوجد بها ثقوب. حيث تتساقط الحبوب المتبقية والعالقة بالقش نتيجة تنفيضها على الجزء الأمامي للمنخل.
وعندما يصل القش إلى نهاية حاملات القش يسقط خلف الحصادة الشاملة. ومن ثم فمن الممكن تحزيمها لتكون فرشًا للماشية أو تطايرها عن طريق اثنين من الأذرع المطاطية الدوارة لتطاير القش. وقد جهزت أغلب الحصادات الشاملة الحديثة بأذرع لتطاير القش.

## التصميمات الدوراة والتقليدية

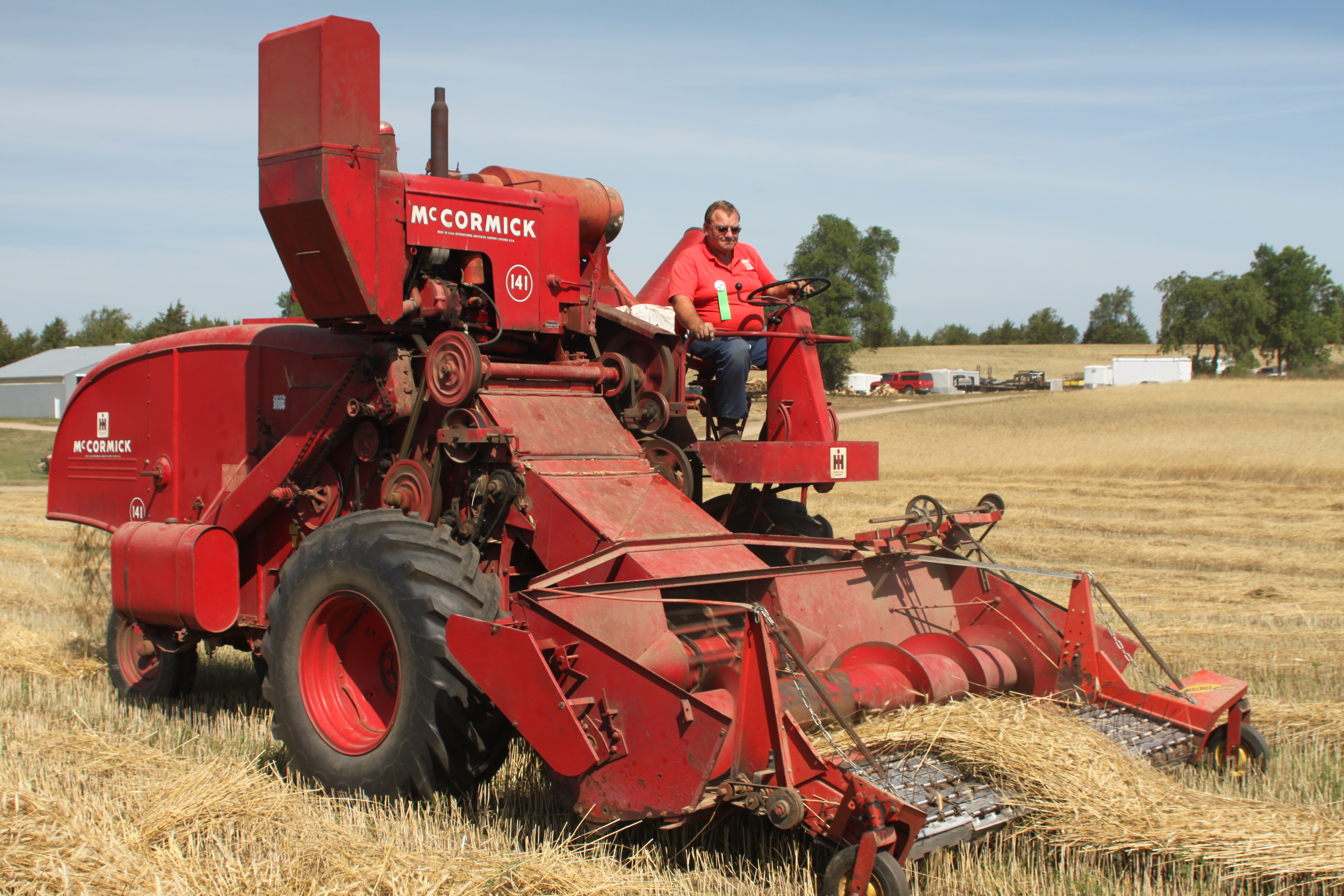
الحصّادة الشاملة من إنتاج مكورميك 141 من 1954-57

لبعض من الوقت، استخدمت آلات الحصاد الشامل التصميم التقليدي، الذي استخدم الأسطوانة الدوارة في الواجهة الأمامية التي تخرج البذور من الرؤوس، بينما استخدمت باقي الماكينة لتفصل التبن عن القش، وبعد ذلك فصل القش عن الحبوب. وصدرت الحصادة الشاملة من طراز تي أر 70 من سبيري-نيوهولاند في عام 1975 على أنها هي أول حصادة شاملة دوارة. وسرعان ما اتبعت غيرها من الشركات المصنعة الشركة العالمية للحصّادات في «التدفق المحوري» في عام 1977 وأيضًا جلينر في إن 6 في عام 1979.
وفي العقود التي سبقت الانتشار الكبير الذي يعتمد على الحصادات الشاملة الدوارة في أواخر السبعينيات، اكتشف العديد من المخترعين التصاميم التي تعتمد بقدر كبير على قوة الطرد المركزية لفصل الحبوب والتقليل من الجاذبية وحدها. وفي أوائل الثمانينيات، استقرت معظم الشركات الكبرى المصنعة على تصميم «حاملات القش» ذات أسطوانات الدرس الكبرى للقيام بأغلبية تلك الأعمال. وقد كانت المزايا تتضمن الحصاد الأكثر سرعة للحبوب والمعالجة الأكثر لطفًا للبذور السهلة التفتيت، التي عادة ما تنقسم عن طريق الحبوب الدوراة الأكثر سرعة من أسطوانات الدرس للحصادات التقليدية الشاملة.
وكانت من عيوب الحصادة الدوارة (متطلبات الطاقة المتزايدة والإفراط في طحن القش من خلال المنتج) الذي دعا فورًا إلى عودة الحصادات الشاملة التقليدية في أواخر التسعينيات. قد يرجع السبب إلى السهو مع أنه أمر غير حقيقي، عندما تمد المحركات الكبيرة الماكينات الدوارة التي تُستخدم في الماكينات التقليدية، حيث إن كلا النوعين من الماكينات يحققان الطاقات الإنتاجية نفسها المماثلة. وبدأ البحث في إظهار أن عملية دمج مخلفات المحاصيل (القش) الموجودة فوق سطح الأرض في التربة من الأمور قليلة الفائدة بالنسبة لعملية إعادة بناء خصوبة التربة أكثر مما كان يعتقد من قبل. وهذا يعني أن عملية سحق القش في التربة أصبحت عائقًا أكثر من كونها نافعة. وقد أدت الزيادة في تسمين لحوم البقر إلى زيادة الطلب على القش كأعلاف للحيوانات. وحافظت الحصادات الشاملة التقليدية، التي تستخدم حاملات القش، على نوعية القش والسماح بحزمه وإزالته من الحقل.

## حرائق الحصادات
تعتبر حرائق حبوب الحصادة الشاملة سببًا في خسارة ملايين من الدولارات سنويًا. حيث تنشب الحرائق عادة بالقرب من المحرك الذي يتراكم عليه الغبار والمحاصيل الجافة. فمنذ عام 1984 حتى عام 2000، تم الإبلاغ عن 695 حريق كبير لحبوب الحصادة الشاملة في الإدارات المحلية لمكافحة الحرائق. وهناك طريقة واحدة وهي سحب السلاسل للحد من الكهرباء الساكنة لمنع حرائق آلات الحصاد.

## وصلات خارجية
- Worldwide Agricultural Machinery and Farm Equipment Directory
- "Gold Harvest Feeds The World" page 90 Popular Mechanics, July 1949, cutaway illustration of the John Deere open cab one-man self-propelled combine of the type common for decades after World War Two
- Pictures of combines with corn and wheat heads
- History of Sunshine Harvesters - Museum Victoria, Australia
- The Birth of the Australian Stripping Combine Harvester
- Pictures of Gleaner levelling combines
- The Combine Talk Forums - A Website with more information and pictures